# Hamlet (operă, Bentoiu)

Hamlet este titlul uneia din cele trei opere ale compozitorului român Pascal Bentoiu. Operă în două acte, pe un libret de Pascal Bentoiu, după tragedia Hamlet de William Shakespeare, Hamlet este înregistrată ca opus 18, în 1969.
Pentru opera Hamlet, Pascal Bentoiu a fost distins în 1970, la Roma, cu premiul Guido Valcarenghi.
Opera Hamlet a fost prezentată în primă audiție sub formă concertantă la 19 noiembrie 1971, iar premiera scenică mondială a fost găzduită de Opera Municipală din Marsilia, în Franța, la 26 aprilie 1974. Premiera românească a avut loc la 26 septembrie 1975, la Opera Română din București, în România.